# Пьерфор
Пьерфо́р (фр. Pierrefort, окс. Pèirafòrt) — коммуна во Франции, находится в регионе Овернь. Департамент — Канталь. Административный центр кантона Пьерфор. Округ коммуны — Сен-Флур.
Код INSEE коммуны — 15152.
Коммуна расположена приблизительно в 440 км к югу от Парижа, в 100 км южнее Клермон-Феррана, в 32 км к востоку от Орийака.

## Население
Население коммуны на 2008 год составляло 911 человек.
| 1962 | 1968 | 1975 | 1982 | 1990 | 1999 | 2008 |
| ---- | ---- | ---- | ---- | ---- | ---- | ---- |
| 1067 | 1090 | 1131 | 1091 | 1017 | 1002 | 911  |

## Экономика

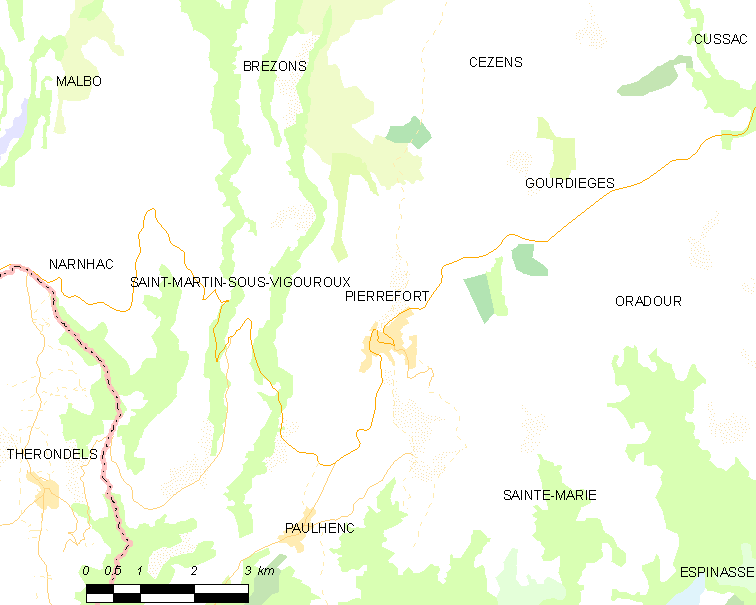
Карта коммуны

Основу экономики составляют сельское хозяйство и животноводство (в основном разведение крупного рогатого скота).
В 2007 году среди 518 человек в трудоспособном возрасте (15—64 лет) 383 были экономически активными, 135 — неактивными (показатель активности — 73,9 %, в 1999 году было 70,0 %). Из 383 активных работали 367 человек (198 мужчин и 169 женщин), безработных было 16 (7 мужчин и 9 женщин). Среди 135 неактивных 28 человек были учениками или студентами, 51 — пенсионерами, 56 были неактивными по другим причинам.

## Города-побратимы
- Сент-Мари-де-Ре (Франция)